# Балджіт Сінгх Дгіллон
Балджіт Сінгх Дгіллон (18 червня 1973) — індійський хокеїст на траві.
Учасник Олімпійських Ігор 1996, 2000, 2004 років.
Переможець Азійських ігор 1998 року, срібний призер 1994 року.
Переможець Виклику чемпіонів 2001 року.
Чемпіон Азії 2003 року, бронзовий призер 1999 року.